# Anii 900
Secole: Secolul al IX-lea - Secolul al X-lea - Secolul al XI-lea
Decenii: Anii 850 Anii 860 Anii 870 Anii 880 Anii 890 - Anii 900 - Anii 910 Anii 920 Anii 930 Anii 940 Anii 950
Ani: 900 | 901 | 902 | 903 | 904 | 905 | 906 | 907 | 908 | 909